# Micaria albovittata
Micaria albovittata är en spindelart som först beskrevs av Lucas 1846.  Micaria albovittata ingår i släktet Micaria och familjen plattbuksspindlar. Inga underarter finns listade i Catalogue of Life.